# أبو بكر سليمان
أبو بكر سليمان هو طبيب ماليزي، ولد في 1944.